# Gemarang (Gemarang)
Gemarang is een bestuurslaag in het regentschap Madiun van de provincie Oost-Java, Indonesië. Gemarang telt 3545 inwoners (volkstelling 2010).